# Scară sonoră
O scară sonoră este un sistem de organizare a sunetelor după înălțimea lor. Alegerea unei scări sonore adecvate este importantă, deoarece diferențe dintre intervale de câteva sutimi pot fi sesizate de auzul uman.
Cântarea bizantină și gregoriană folosesc scări sonore apropiate de intonația naturală, temperamentul mezotonic a fost dominant în baroc, iar temperamentul egal este dominant în prezent.

## Exemple de scări sonore
Intervalul muzical este un concept mai general decât înălțimea notelor individuale. Din această cauză, o scară sonoră este caracterizată de mărimea intervalelor care o alcătuiesc.
| Simbol | Interval        | Nota în gama Do major | Notația internațională | Intonația naturală | Intonația naturală | Sistemul Pitagora | Sistemul Pitagora | Scara sonoră temperată mezotonic cu „1/4 coma” | Scara sonoră temperată mezotonic cu „1/4 coma” | Scara sonoră egal temperată | Scara sonoră egal temperată |
| Simbol | Interval        | Nota în gama Do major | Notația internațională | Raport             | Sutimi             | Raport            | Sutimi            | Raport                                         | Sutimi                                         | Raport                      | Sutimi                      |
| ------ | --------------- | --------------------- | ---------------------- | ------------------ | ------------------ | ----------------- | ----------------- | ---------------------------------------------- | ---------------------------------------------- | --------------------------- | --------------------------- |
| P1     | Prima           | Do                    | C                      | 1.000              | 0                  | 1.000             | 0                 | 1.000                                          | 0                                              | 1.000                       | 0                           |
| P1♯    | Prima mărită    | Do♯                   | C♯                     | 1.0417             | 70.7               | 1.0535            | 90.2              | 1.045                                          | 76.0                                           | 1.05946                     | 100                         |
| M2     | Secunda mare    | Re                    | D                      | 1.125              | 203.9              | 1.125             | 203.9             | 1.118                                          | 193.2                                          | 1.12246                     | 200                         |
| m3     | Terța mică      | Mi♭                   | E♭                     | 1.200              | 315.6              | 1.185             | 293.9             | 1.196                                          | 310.3                                          | 1.18921                     | 300                         |
| M3     | Terța mare      | Mi                    | E                      | 1.250              | 386.3              | 1.2656            | 407.8             | 1.250                                          | 386.3                                          | 1.25992                     | 400                         |
| P4     | Cvarta perfectă | Fa                    | F                      | 1.333              | 497.6              | 1.333             | 497.6             | 1.306                                          | 503.4                                          | 1.33484                     | 500                         |
| P4♯    | Cvarta mărită   | Fa♯                   | F♯                     | 1.406              | 590.2              | 1.424             | 611.7             | 1.397                                          | 579.5                                          | 1.41421                     | 600                         |
| P5     | Cvinta perfectă | Sol                   | G                      | 1.500              | 701.9              | 1.500             | 701.9             | 1.495                                          | 696.6                                          | 1.49831                     | 700                         |
| P5♯    | Cvinta mărită   | Sol♯                  | G♯                     | 1.563              | 772.6              | 1.580             | 792.2             | 1.562                                          | 772.6                                          | 1.5874                      | 800                         |
| M6     | Sexta mare      | La                    | A                      | 1.667              | 884.4              | 1.6875            | 905.9             | 1.632                                          | 889.7                                          | 1.68179                     | 900                         |
| m7     | Septima mică    | Si♭                   | B♭                     | 1.778              | 996.1              | 1.778             | 996.3             | 1.789                                          | 1006.8                                         | 1.7818                      | 1000                        |
| M7     | Septima mare    | Si                    | B                      | 1.875              | 1088.3             | 1.898             | 1109.8            | 1.825                                          | 1082.9                                         | 1.88775                     | 1100                        |
| P8     | Octava          | Do                    | C                      | 2.000              | 1200               | 2.000             | 1200              | 2.000                                          | 1200                                           | 2.000                       | 1200                        |

Într-un interval acustic pur, raportul frecvențelor celor două note poate fi simplificat la numere prime mici (1, 2, 3 sau 5) și multipli ale acestora (4, 6 etc.). În acest caz, prin interferența destructivă, amplitudinea frecvențelor superioare din seria armonică (multiple ale frecvenței fundamentale) este mai mică. Astfel, intervalul este perceput mai „pur”.
Trei tipuri de intervale pure apar în diferite scări sonore: octava (raport 2:1), prezentă în fiecare scara sonoră, cvinta perfectă (raport 3:2), care împreună cu o cvartă perfectă (raport 4:3) formează o octavă, și terț mare (raport 5:4), care împreună cu o sextă mică (raport 8:5) formează o octavă. Intonația naturală are cvinte și terțe mari pure, sistemul Pitagora are cvinte pure, iar scara sonoră temperată mezotonic cu 1/4 coma are terțe mari pure.

## Cauzele existenței a diferite scări sonore
Problema esențială de împărțire a octavei într-o scară sonoră constă în incompatibilitatea într-o scară sonoră cu un număr finit de note a cvintelor și terțelor pure cu o octavă.
În mod practic, această incompatibilitate se manifestă prin apariția unor intervale disonante în anumite condiții și necesitatea introducerii continue de noi note. De exemplu, o compoziție vocală poate cere 4 cvinte perfecte în creștere, urmate de două octave în descreștere, și o terță mare în descreștere. Un cor care cântă în intonația naturală cu cvinte, terțe mari și octave pure va ajunge la o notă finală cu o frecvență peste nota inițială de 21,5 de sutimi (aproape un sfert de semiton; pentru detalii vedeți calculul comei sintonice în intonația naturală de mai jos). Dacă o linie melodică separată menține o notă constantă în acest timp la înălțimea inițială, disonanța rezultată va fi puternică. Prin urmare, o compoziție polifonică este incompatibilă cu intonația naturală strictă. În realitate, un cor bine pregătit care interpretează o compoziție polifonică fără acompaniament evită aceste probleme deviind aproape imperceptibil de la intonația naturală strictă.
Pentru a minimiza posibilitate unei astfel de disonanțe intervalele în interiorul unei octave au fost ajustate în diferite scări sonore. Temperamentul mezotonic rezolvă problema specifică de mai sus, dar alte posibilități similare rămân nerezolvate. Temperamentul egal rezolvă toate posibilitățile unor astfel de disonanțe.
O altă consecință este necesitatea introducerii continue a unor noi note. În exemplul de mai sus, nota finală și cea inițială sunt separate cu aproximativ un sfert de semiton, deci nota finală nu va coincide nu nici o notă „normală”. Astfel, notele nu formează un cerc închis, urmând mai curând un fel de spirală.

## Comparația diferitelor scări sonore
Coma sintonică și a lui Pitagora exprimă cantitativ cât de incompatibile sunt octavele cu cvintele și terțele mari.
Coma sintonică este intervalul dintre 4 cvinte minus 2 octave minus 1 terță mare. De exemplu, în intonația naturală, este egală cu {\displaystyle (3/2)^{4}/[(2)^{2}(5/4)]=81/80} sau 21,5 de sutimi. Alternativ, poate fi calculată direct din valoarea intervalelor în sutimi folosind definiția {\displaystyle 4P5-2P8-M3}.
Coma lui Pitagora este egală cu diferența dintre 12 cvinte și 7 octave. În intonația naturală este egală cu {\displaystyle (3/2)^{12}/2^{7}} sau 23,5 sutimi.
Coma sintonica și a lui Pitagora, în diferite scări sonore, sunt incluse în tabelul de mai jos.
| Nume              | Intonația naturală | Sistemul Pitagora | Temperament mezotonic cu 1/4 coma | Temperament egal |
| ----------------- | ------------------ | ----------------- | --------------------------------- | ---------------- |
| Coma sintonică    | 21.5               | 0                 | 0                                 | 0                |
| Coma lui Pitagora | 23.5               | 23.5              | -41                               | 0                |

Coma sintonică și a lui Pitagora nu sunt singurele considerente în compararea scărilor sonore. Dacă ar fi așa, trecerea de la sistemul lui Pitagora al Evului Mediu la cel mezotonic în perioada barocului ar fi reprezentat un pas înapoi. Scara sonoră cea mai potrivită depinde de compoziție într-un mod complex: cât de des apar anumite intervale, care este importanța lor etc. De exemplu, în tehnica contrapuntală barocă, terța mare a fost considerată un interval cu o mai mare importanță decât cvinta perfectă (vedeți și contrapunct). Astfel, scara sonoră mezotonică cu terțe mari pure a înlocuit în mod natural scara sonoră cu cvinte perfecte pure.